# Pas d'éducation, pas d'avenir
 (mai 2020).
 (1er mars 2017).

Logo de la campagne « Pas d'éducation, pas d'avenir » en 2011

Pas d'Éducation, pas d'Avenir! est une campagne menée par la Ligue de l'enseignement et l'association Solidarité Laïque, visant à promouvoir l'accès à l'éducation dans le monde.

## Historique
La Campagne « Pas d'Éducation, pas d'Avenir! » a été créée sous l'intitulé « Quinzaine de l'École publique » en 1946, avec le soutien du ministère de l'Éducation nationale. Elle a immédiatement été confiée à la Ligue de l'enseignement quant à sa gestion et son organisation. Les objectifs de la Quinzaine de l'École Publique étaient de faire connaître les actions éducatives, sportives, civiques et culturelles qui permettaient à l'ensemble des élèves d'apprendre dans les meilleures conditions possibles, à l'école et hors de l'école. Les fonds recueillis étaient affectés au développement d'activités éducatives et pédagogiques complémentaires de l'enseignement.
À partir de 2002, et jusqu'en 2009, la Quinzaine change de nom, et devient « Pas d'École, pas d'Avenir! », ce afin de souligner ses nouvelles orientations : la défense et la promotion du droit à l'éducation pour toutes et tous dans un pays de la Zone de solidarité prioritaire et des pays liés à l'Organisation internationale de la francophonie. À partir de 2008, la campagne étend ses actions à tous les pays de ces deux zones.
En 2010, la campagne devient « Pas d'Éducation, pas d'Avenir! ». La Ligue de l'enseignement et Solidarité Laïque unissent leurs forces pour mobiliser leurs réseaux et ainsi accroître la collecte des fonds, pour mener à bien un nombre plus important de projets éducatifs dans le monde. Ce changement de nom illustre la volonté de valoriser tant l'éducation formelle que l'éducation non formelle.
Depuis 2017, la campagne n'a pas été reprise.

## Activités
Chaque année, des projets éducatifs d'associations locales sont choisis - par le biais des associations locales qui ont porté et défendu ces projets - pour recevoir les fonds collectés lors de la campagne.
La campagne est l'occasion de sensibiliser les élèves, de la maternelle au lycée, aux efforts qu'il reste à faire pour que tous les enfants et tous les jeunes partout dans le monde voient leur "droit à l'éducation" entrer dans les faits.
Les principaux objectifs de la campagne sont :
- Favoriser le développement des systèmes éducatifs publics dans le monde et la complémentarité entre les systèmes formels et non formels d'éducation par de l'appui à des projets locaux ;
- Favoriser l'éducation à la solidarité internationale dans les établissements scolaires français, dans les équipements de quartiers, les centres de vacances, les centres de loisirs, etc. ;
- Renforcer la collecte de fonds, ce qui doit permettre de soutenir un nombre de projets plus importants.

Les maîtres d'œuvre de la campagne sont la Ligue de l'enseignement et Solidarité Laïque. La campagne est menée en partenariat avec des institutions telles que le ministère de l'Éducation nationale, le ministère de l'Enseignement supérieur et de la Recherche, le ministère de l'Agriculture et les autorités locales des pays concernés.
La campagne bénéficie du soutien de nombreux organismes et associations comme Animafac, le CIDEM (Civisme et Démocratie), des associations locales, des fédérations départementales et des organisations membres de Solidarité Laïque, des associations de parents d'élèves, des centres de vacances et de loisirs, centres d'animations, établissements scolaires, lycées agricoles, juniors associations, syndicats enseignants et lycéens, universités...